# Aulacoctena acuminata
Aulacoctena acuminata is een soort in de taxonomische indeling van de ribkwallen (Ctenophora). 
De kwal behoort tot het geslacht Aulacoctena en behoort tot de familie Haeckeliidae. De wetenschappelijke naam van de soort werd voor het eerst geldig gepubliceerd in 1932 door Mortensen.